# Seicento
Seicento ist das italienische Wort für 600. Als Kurzform für mille seicento (1600) steht es für die italienische Kultur des 17. Jahrhunderts.
In diesem Sinn bedeutet Seicento vorwiegend das italienische Barock und verschiedene künstlerische Neuerungen, insbesondere in der Barockmusik und der Oper.
Seicento ist auch der Name eines kleinen, von Fiat produzierten Autos, siehe Fiat Seicento bzw. Fiat 600.
Die Jahrhunderte fanden im Italienischen sinngemäß mit Duecento, Trecento, Quattrocento, Cinquecento, Seicento und in dem Sinne fortfahrend Bezeichnung.